# ラ・ロシェット (サヴォワ県)
ラ・ロシェット （La Rochette）は、フランス、オーヴェルニュ＝ローヌ＝アルプ地域圏、サヴォワ県のコミューン。

## 地理
ラ・ロシェットは、シャンベリから約30km、グルノーブルから約40km離れたサヴォワ県の町である。ユルティエール連峰から急流となって下り次に川となるジェロン川が町を横切り、北東のシャムー・シュル・ジェロン方面へ向かう前にジュドロン川と合流する。ジェロン川は18世紀に製作されたカッシーニ地図においてラ・ロシェット川と明記された。
ラ・ロシェットの町には、コレージュ1校、小学校1校、保育園が2か所ある。最寄りのリセはイゼール県のポンシャラにある。最寄りのスキー・リゾートはル・コレ・ダルヴァールで、ラ・ロシェットから約20kmである。

## 由来
ラ・ロシェットという地名は、岩を意味するrocheに接尾辞の-etteを付けたものである。したがって、ラ・ロシェットとは『険しい要塞または、岩場の露頭にあるもの』となる。古フランス語でrocheは『岩の上に建てられた城』であり、rocheはラテン語とガリア語のroccaに由来する。
13世紀に村について言及され、1233年にはRochera、その後1252年にはapud Rupeculamとなった。
アルピタン語では、コミューン名はコンフラン書記法でLa Roshetaと書く。

## 歴史

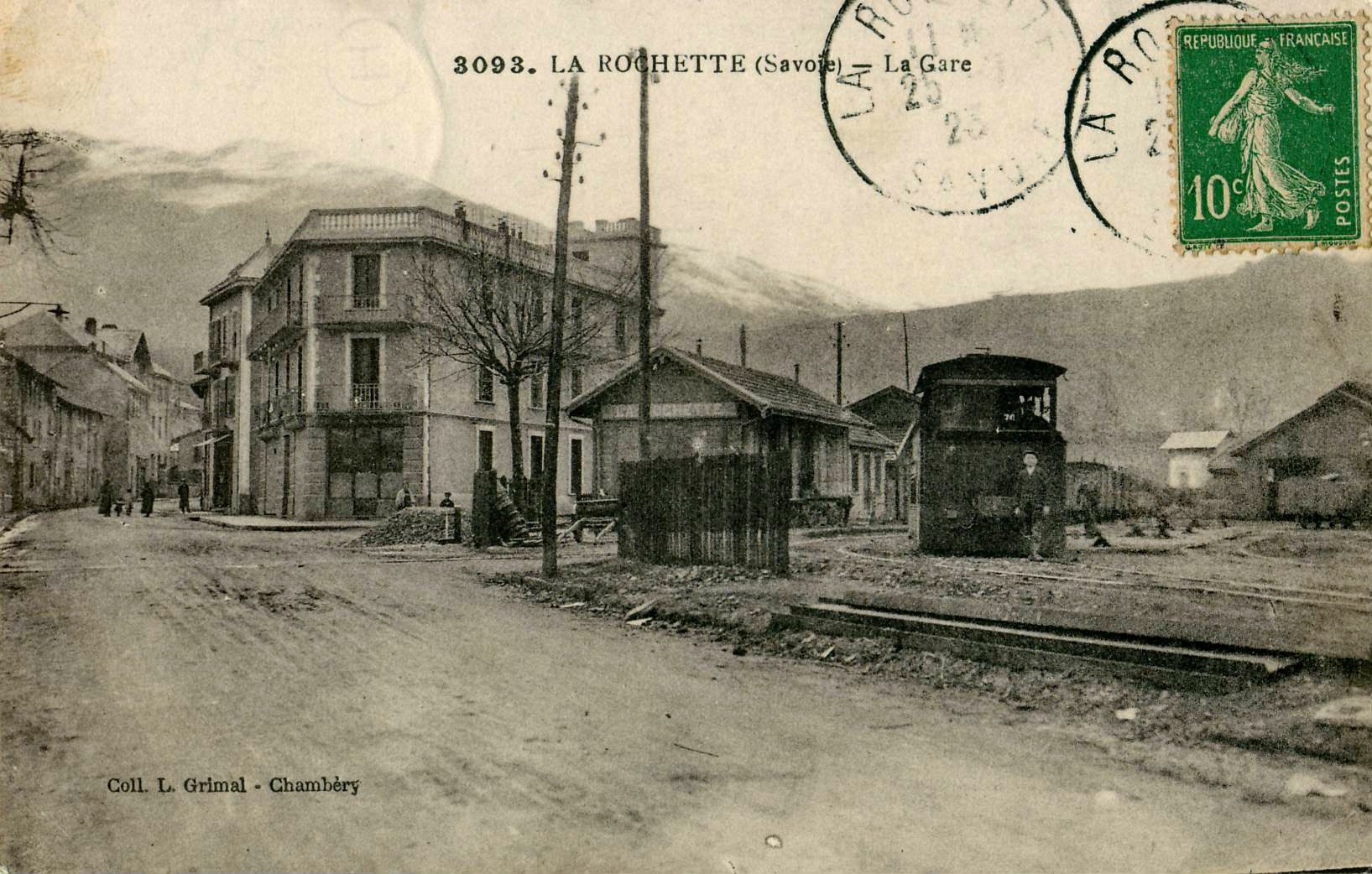
1923年頃に撮影された駅

1895年から1932年まで、町にはメーター・ゲージの二次鉄道、トラムのポンシャラ-ラ・ロシェット-アルヴァール線が停車していた。標準軌に転換され、路線は1988年まで商品サービスを提供し続けた。

## 人口統計
| 1962年 | 1968年 | 1975年 | 1982年 | 1990年 | 1999年 | 2006年 | 2015年 |
| ------ | ------ | ------ | ------ | ------ | ------ | ------ | ------ |
| 2424   | 2926   | 3078   | 3190   | 3124   | 3098   | 3221   | 3694   |

参照元:1962年から1999年までは複数コミューンに住所登録をする者の重複分を除いたもの。それ以降は当該コミューンの人口統計によるもの。1999年までEHESS/Cassini、2006年以降INSEE。

## 史跡
- ラ・ロシェット城[8] - 11世紀建設。ルイ13世の命令によりルネサンス時代に解体され、18世紀に再建された。アランジュ家、その後レイ家の所有となった。

## 姉妹都市
- メムリンゲン、ドイツ